# Аденська криза (1963—1967)
Аденська криза (англ. Aden Emergency), також революція 14 жовтня (араб. ثورة 14 أكتوبر, трансліт. Thawra 14 ʾUktūbar) — збройне повстання Фронту національного визволення (NLF) і Фронту звільнення окупованого Південного Ємену (FLOSY) проти Федерації Південної Аравії, правління британського протекторату, що призвело до проголошення Народної Демократичної Республіки Ємен.

## Хронологія
До 1963 року та в наступні роки антибританські партизанські групи з різними політичними цілями почали об'єднуватися у дві більші конкуруючі структури: спочатку підтримуваний Єгиптом Фронт національного визволення (NLF), а потім Фронт звільнення окупованого Південного Ємену (FLOSY), які атакували один одного, а також британців. Частково натхненна панарабським націоналізмом Гамаля Абделя Насера,
криза спалахнула 14 жовтня 1963 року.
У цей день у горах Радфана, що на півдні емірату Далі між підрозділом британців та збройним загоном, який нещодавно повернувся з Єменської Арабської Республіки), де воював за Республіку і, незважаючи на поразку, відмовився здати жителям півночі зброю. Командувач загоном, шейх Рагіб Галіб Лабуза, був убитий у бою, але Народний Фронт направив у гори Рафдан свою людину, яка і перебрала на себе обов'язки командира повстанських сил. Також загін отримував допомогу із території ЄАР. Цей день, 14 жовтня 1963 року, вважається початком визвольної війни Ємену.
10 грудня протистояння переросло у фазу воєнних дій, почавшись з терористичного акту в аеропорту Адена Хормаксар, коли невідомий кинув ручну гранату у зібрання британських чиновників, унаслідок чого загинули два чоловіки, ще близько 50 дістали поранень. Через таку подію у колонії Британської корони Аден та її внутрішніх районах, Аденському протектораті був оголошений надзвичайний стан. Загальна ситуація загострилася в 1967 році і прискорила кінець британського правління на території, яке почалося в 1839 році. На Аденську кризу впливали не лише початок війни за незалежність у горах сусіднього Лахеджа, а й націоналізація Суецького каналу Єгиптом та закриття його в червні 1967 року у зв'язку з воєнними діями між Єгиптом та Ізраїлем. Підсумком та закінченням Аденської кризи та війни за незалежність Південного Ємену стало виведення британських військ з Адена до 30 листопада 1967 року та проголошення Народної Республіки Південного Ємену.